# T-Engine
T-Engine ist ein Projekt zur Entwicklung eines standardisierten, offenen, Echtzeitbetriebssystem mit standardisierter Entwicklungsumgebung. Das Ziel des Projekts ist es günstigere eingebettete Systeme für alltägliche Anwendungen zu schaffen, die unter dem Begriff des „Ubiquitous Computing“ zusammengefasst werden. Das T-Engine Forum entwickelte, basierend auf Arbeiten des TRON-Projekts, ein solches System.
Das T-Engine Forum ist eine Non-Profit-Organisation, die 2002 gegründet worden ist. Mitglieder sind überwiegend japanische Unternehmen und japanische Vertretungen internationaler Unternehmen wie Microsoft.

## Architektur
T-Engine beschreibt eine standardisierte Hardware (T-Engine-Board), sowie ein Echtzeitbetriebssystem (T-Kernel). Im Gegensatz zu TRON ist auch die Hardware standardisiert. Die Entwicklungsumgebung ist auf den Entwicklungstools des GNU-Projekts aufgebaut.

### Hardware
Es gibt insgesamt vier verschiedene T-Engine Hardwaretypen:
- standard T-Engine: Mobile Geräte wie Mobiltelefone oder elektronische Bücher mit umfangreicher Benutzerschnittstelle
- micro T-Engine: Heimelektronik und messtechnische Instrumente mit geringem Benutzerinterface
- nano T-Engine: Kleine Geräte wie Schalter oder Sensoren
- pico T-Engine: Kleinstgeräte mit kabelloser Anbindung

### Software
Die ITRON-Spezifikation beschreibt nur die Betriebssystem-API und das Design der  Treiber und der Entwicklungsumgebung bleibt dem Entwickler offen. Die T-Kernel-Spezifikation ist auch auf diese Aspekte ausgeweitet und bietet somit die Möglichkeit sowohl Middleware und Treiber auf anderen T-Kernel-Implementierungen zu nutzen. Dies war bei ITRON-Systemen nicht möglich.